# Polomí
Polomí è un comune della Repubblica Ceca facente parte del distretto di Prostějov, nella regione di Olomouc.